# Unique (Cyclecar)
Unique war eine britische Automobilmarke, die nur 1916 von The Motor Carrier and Cycle Company in Clapham, County of London gefertigt wurde.
Der Unique war ein Cyclecar, das von einem Zweizylinder-Reihenmotor mit 1034 cm³ Hubraum aus eigener Fertigung angetrieben wurde. Der Motor wird mit 8/10 hp angegeben.